# Athene (zoologia)
Athene Boie, 1822 è un genere di uccelli rapaci notturni della famiglia degli Strigidi.

## Tassonomia
Il genere comprende le seguenti specie:
- Athene brama (Temminck, 1821) - civetta maculata
- Athene cunicularia (Molina, 1782) - civetta delle tane
- Athene noctua (Scopoli, 1769) - civetta comune

Altre specie che in passato venivano attribuite a questo genere sono:
- Athene blewitti = Heteroglaux blewitti
- Athene murivora = Mascarenotus murivorus
- Athene superciliaris = Ninox superciliaris